# Anopheles lindesayi
Anopheles lindesayi este o specie de țânțari din genul Anopheles, descrisă de Giles în anul 1900. Conform Catalogue of Life specia Anopheles lindesayi nu are subspecii cunoscute.